# Francisco Menéndez (militar)
Francisco Menéndez fue un líder militar, corsario afroespañol y antiguo esclavo del imperio británico al servicio de España durante el siglo XVIII. 

## Biografía
Menéndez, de ascendencia mandinga, nació en la región de Gambia, alrededor del río homónimo. Fue capturado y vendido por traficantes de esclavos, y probablemente fue enviado a Carolina en algún momento entre 1709 y 1711, durante un período de importación relativamente elevada de esclavos africanos. Desde Carolina del Sur escapó hacia San Agustín, en la Florida española, donde se le fue concedida la libertad como súbdito del rey y fue nombrado jefe de la milicia negra basada en el fuerte de la Gracia Real de Santa Teresa de Mosé. Desde esta base dirigió varios ataques contra Carolina del Sur.
En 1740, el ejército británico invadió la Florida y tomó el Fuerte Mosé, pero días después el ejército español y la milicia de Fuerte Mosé asediaron a las tropas británicas en y las derrotaron, evitando futuros ataques británicos en el fuerte. Sin embargo, La Gracia Real de Santa Teresa de Mosé fue fuertemente dañada durante la batalla.
Posteriormente, Menéndez partió en un barco español con patente de corso para asaltar a barcos ingleses, siendo capturado y vendido como esclavo de nuevo. Tras fugarse o pagar un rescate, dependiendo de la versión, Menéndez fue devuelto a la Florida. Allí se le pidió que reconstruyese el Fuerte Mosé. La comunidad permaneció allí hasta que los británicos tomaron el control de la Florida en 1763 y Menéndez fue evacuado con la comunidad de Fuerte Mosé hacia Cuba. En dicha isla estableció una comunidad similar llamada San Agustín de la Nueva Florida.
Fuerte Mosé, del que Menéndez era el jefe, ha sido reconocido como Hito Histórico Nacional de los Estados Unidos y el lugar pertenece al Servicio de Parques de la Florida, gracias a los esfuerzos del líder del Movimiento por los derechos civiles Henry Twine, el reverendo F. D. Richardson y Bill Clark. La Fort Mose Historical Society trabaja desde 1995 para hacer el lugar accesible al público y darlo a conocer como la primera comunidad legal de libertos y el punto focal original del primer Ferrocarril subterráneo.